# 冒険衝動/stars
「冒険衝動/stars」（ぼうけんしょうどう/スターズ）は、tacicaの会場限定シングル。2020年11月22日にSEMELPAROUSから発売された。

## 概要
tacicaが新たに設立したプライベートレーベル「SEMELPAROUS（セメルパルス）」からリリースされた。
本作品は11月より開催されるツアー『Space Folk』のライブ会場からCD販売がスタートし、デジタルリリースも行われた。
猪狩は本作に対して「今回の作品は直近で二日間に分けて行ったライブ、 timeless momentにも深く関わりのあるモノになっています。 「これまで」と「これから」はその２つを表現して初めて「現在」のtacicaと言えること。 『冒険衝動 / stars』は今、 tacicaを伝える上で間違いなく必要な作品になった。 」と話している
。

## 参加ミュージシャン
- 猪狩翔一：Vocal, Guitar
- 小西悠太：Bass
- 野村陽一郎：Guitar, Piano（#2）
- 中畑大樹：Drums（#1）

## 収録曲
全作詞・作曲：猪狩翔一 編曲：tacica, 野村陽一郎
1. 冒険衝動 [3:56]
10月に行われた配信兼有観客ライブ[timeless moment]にて先行披露されていた楽曲。ミキシングは小野寺伯文。
2. stars [4:02]